# 严瑞珍
严瑞珍（1929年—），男，汉族，浙江温州人，中华人民共和国农业经济学家、农村发展经济学家、教育家，中国人民大学教授。